# Zoo di Münster
Lo zoo di Münster (in tedesco Allwetterzoo Münster) è situato nella città di Münster in Renania Settentrionale-Vestfalia, in Germania, e si estende su una trentina di ettari.
Lo zoo aprì le sue porte nel 1974. Attualmente, ospita circa 3300 animali di 380 specie diverse, tra cui il gatto di Temminck. Lo zoo è anche responsabile del Programma europeo per le specie minacciate (EEP) del leopardo persiano.
All'interno del parco vi sono anche un delfinario e il museo del cavallo, Hippomaxx, aperti in qualunque condizione atmosferica.